# Seznam chorvatských spisovatelů
Seznam chorvatských spisovatelů obsahuje přehled některých významných spisovatelů, narozených nebo převážně publikujících v Chorvatsku.

## A
- Ivo Andrić
- Stanko Andrić
- Niko Andrijašević
- Ivan Aralica
- Augustin Augustinović

## B
- Krešimir Bagić
- Juraj Baraković
- Marin Bego
- Milan Begović
- Sead Begović
- Boris Biletić
- Vjekoslav Boban
- Ruđer Bošković
- Ema Božićevićová
- Tituš Brezovački
- Ivana Brlićová-Mažuranićová
- Mile Budak
- László Bulcsú
- Ivan Bunić Vučić

## C
- August Cesarec
- Dobriša Cesarić
- Franjo Ciraki
- Bora Ćosić
- Josip Cvenić
- Ratko Cvetnić

## Č
- Branko Čegec
- Ivan Česmički (Janus Pannonius)

## D
- Vladan Desnica
- Boris Dežulović
- Matija Divković
- Mak Dizdar
- Dragutin Domjanić
- Džore Držić
- Marin Držić
- Slavenka Drakulićová
- Stjepan Džalto

## Đ
- Ignjat Đurđević

## F
- Đuro Ferić
- Zoran Ferić
- Fran Krsto Frankopan

## G
- Ljudevit Gaj
- Miro Gavran
- Ksaver Šandor Gjalski
- Filip Grabovac
- Ivan Gundulić

## H
- Franjo Horvat Kiš
- Dubravko Horvatić
- Petar Hektorović

## I
- Tomislav Ivančić
- Stipan Krunoslav Ivičević

## J
- Ilija Jakovljević
- Miljenko Jergović
- Rikard Jorgovanić
- Janko Jurković

## K
- Janko Polić Kamov
- Brne Karnarutić
- Silvije Strahimir Kranjčević
- Andrija Kačić Miošić
- Bartol Kašić
- Matija Petar Katančić
- Jerolim Kavanjin
- Željko Kocaj
- Mirko Kovač
- Ante Kovačić
- Ivan Goran Kovačić
- Ivan Kozarac
- Ivo Kozarčanin
- Juraj Križanić
- Gustav Krklec
- Miroslav Krleža
- Zoran Kršul
- Eugen Kumičić
- Ivan Kušan

## L
- Tomislav Ladan
- Dragica Leppée
- Janko Leskovar
- Hanibal Lucić

## M
- Darko Macan
- Matija Magdalenić
- Vlatko Majić
- Milan Makanec
- Igor Mandić
- Ranko Marinković
- Zdenka Marković
- Marko Martinović
- Marko Marulić
- Julijana Matanović
- Antun Gustav Matoš
- Predrag Matvejević
- Ivan Mažuranić
- Šiško Menčetić
- Slavko Mihalić
- Stjepan Miletić

## N
- Nikola Nalješković
- Vladimir Nazor
- Juraj Neidhardt
- Antun Nemčić
- Slobodan Novak
- Vjenceslav Novak

## P
- Junije Palmotić
- Vesna Parun
- Mihovil Pavlek-Miškina
- Pavao Pavličić
- Mihovil Pavlinović
- Robert Perišić
- Ivan Perkovac
- Petar Pecija Petrović
- Edo Popović

## R
- Dinko Ranjina
- Matija Antun Relković
- Delimir Rešicki
- Zvonimir Remeta

## S
- Geno Senečić
- Đermano Senjanović
- Davor Slamnig
- Ivan Slamnig
- Ante Starčević
- Benedikt Stay

## Š
- Davor Šalat
- Tomislav Šarić
- Petar Šegedin
- August Šenoa
- Antun Branko Šimić
- Dinko Šimunović
- Antun Šoljan
- Nikola Šop
- Karlo Štajner

## T
- Dragutin Tadijanović
- Ante Tomić
- Josip Eugen Tomić
- Mato Topalović
- Ivo Totić
- Adolfo Veber Tkalčević

## U
- Dubravka Ugrešićová
- Tin Ujević

## V
- Mavro Vetranović
- Vladimir Vidrić
- Nikola Visković
- Pavao Vitezović
- Oskar Vojnić
- Ivo Vojnović
- Mato Vodopić
- Anton Vrančič
- Faust Vrančić
- Stanko Vraz
- Ljudevit Vukotinović

## Z
- Marija Jurić Zagorka
- Dominko Zlatarić
- Petar Zoranić

## Ž
- Anka Žagar
- Aleksandar Žiljak